# Girardia avertiginis
Girardia avertiginis is een platworm (Platyhelminthes). De worm is tweeslachtig. De soort leeft in of nabij zoet water.
Het geslacht Girardia, waarin de platworm wordt geplaatst, wordt tot de familie Dugesiidae gerekend. De wetenschappelijke naam van de soort werd voor het eerst geldig gepubliceerd in 2005 door Sluys.